# آسپیچ
آسپیچ، روستایی در شرق بخش مرکزی شهرستان سراوان در استان سیستان و بلوچستان ایران است.

## جمعیت
بر پایه سرشماری عمومی نفوس و مسکن در سال ۱۳۹۵، جمعیت این روستا برابر با ۲٬۸۱۹ نفر (۹۰۳ خانوار) بوده‌است.